# بکسلی (اوهایو)
بکسلی(به انگلیسی: Bexley) شهری در ایالت اوهایو کشور ایالات متحده آمریکا است که جمعیت آن در سرشماری سال ۲۰۱۰ میلادی، ۱۳٬۰۵۷ نفر بوده‌است.

## نگارخانه

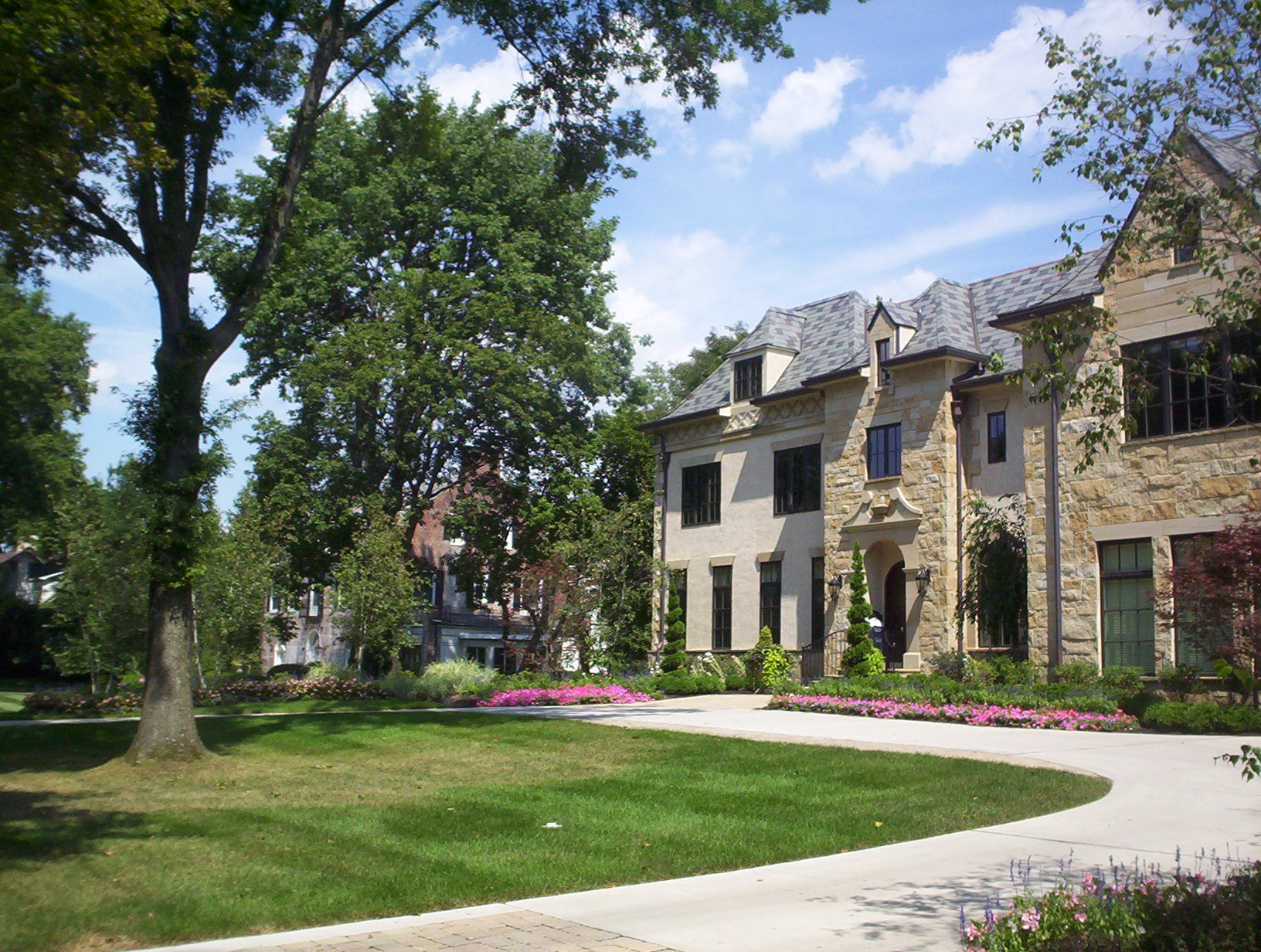
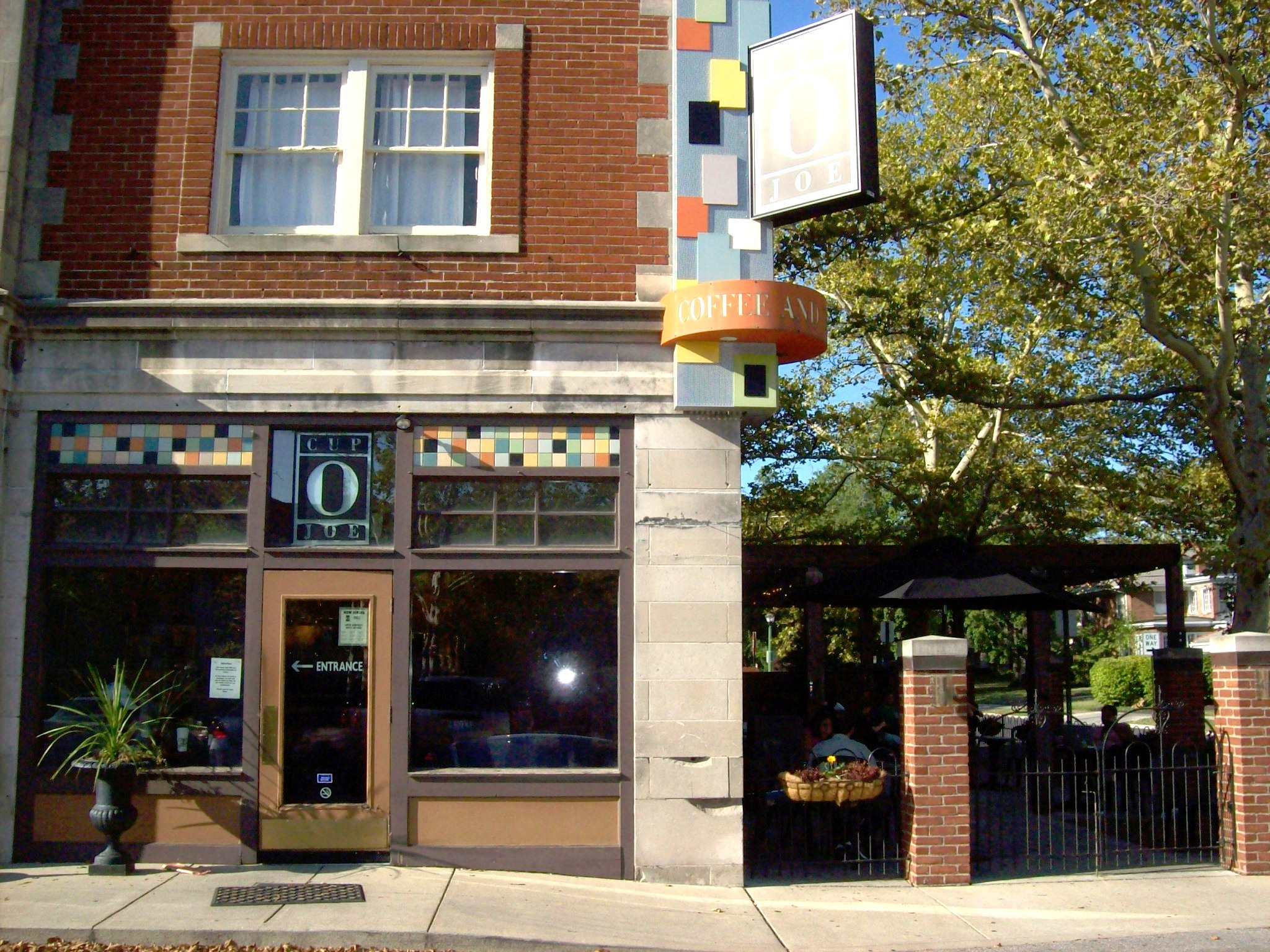